# 氯化钠
氯化钠（化学式：NaCl），俗稱食鹽、鹽，是一种离子化合物。钠离子和氯离子的原子质量分别为22.99g和35.45g/mol，也就是说100g的氯化钠中含有39.34g的钠和 60.66g的氯。氯化钠是海水中盐分的主要组成部分，它的存在也使得海水有其特有的咸味。氯化钠也是细胞外液的主要盐类，0.9%的氯化鈉水溶液俗称为生理盐水。其可食用的形态是食盐的主要成分，多用于食物的调味和保存。
在工业中，主要用于制造氢氧化钠和氯以及应用于聚氯乙烯、塑料、木浆（纸浆）等许多其他产品的生产过程。由于它可以降低水的熔点，偶尔也用于解冻冰冻的路面。
氯化钠的pH是7。

## 晶体结构

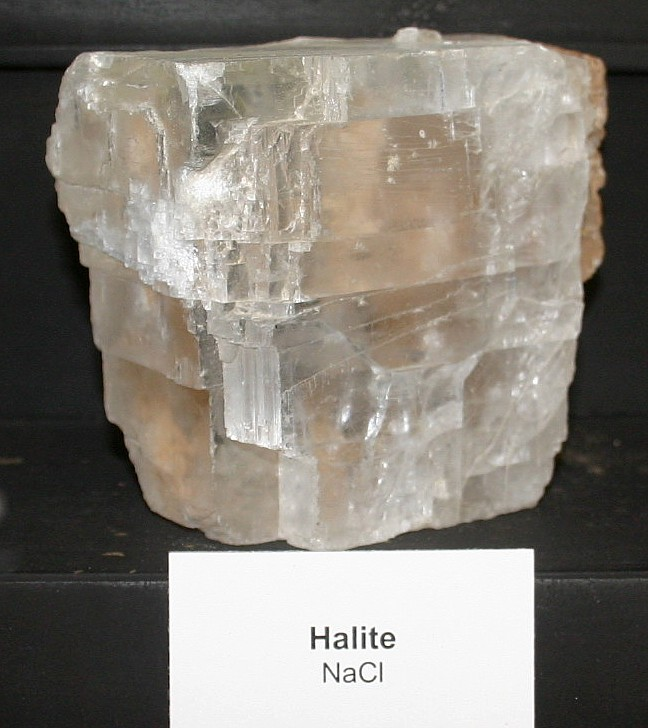
纯净的石盐是氯化钠晶体。

氯化钠晶体的内部结构，是人类测试的第一个晶体结构。氯化钠的晶体形成立体对称，每个离子有六个相邻的离子，组成一个八面体。其晶体结构中，较大的氯离子排成立方最密堆积（ccp），较小的钠离子则填充氯离子之间的八面体的空隙。每个离子周围都被六个其他的离子包围着。这种结构也存在于其他很多化合物中，称为氯化钠型结构。
| 名称       | 英文名         | 代号 | 晶格结构     | 晶系     | 配位  | 举例  | 示意图（点击可放大） |
| ---------- | -------------- | ---- | ------------ | -------- | ----- | ----- | -------------------- |
| 氯化钠结构 | NaCl structure | B1型 | 面心立方晶格 | 立方晶系 | [ a ] | [ b ] |                      |

氯化钠的晶体主要有带正电荷的Na+和带负电荷的Cl−组成，Na+和Cl−在相互垂直的3个方向上的平面上以1:1的比例均匀分布，每个方向上的平面上电荷的代数和为0，称为“电性中和面”。“电性中和面”内静电力较强，但相互平行的相邻的“电性中和面”之间的静电力较弱，导致氯化钠晶体的解理沿着这3个互相垂直的方向产生。因此，当氯化钠晶体受到外力发生破裂时，容易沿着这3个方向破裂开形成一个垂直的“三面凹角”。

## 性质

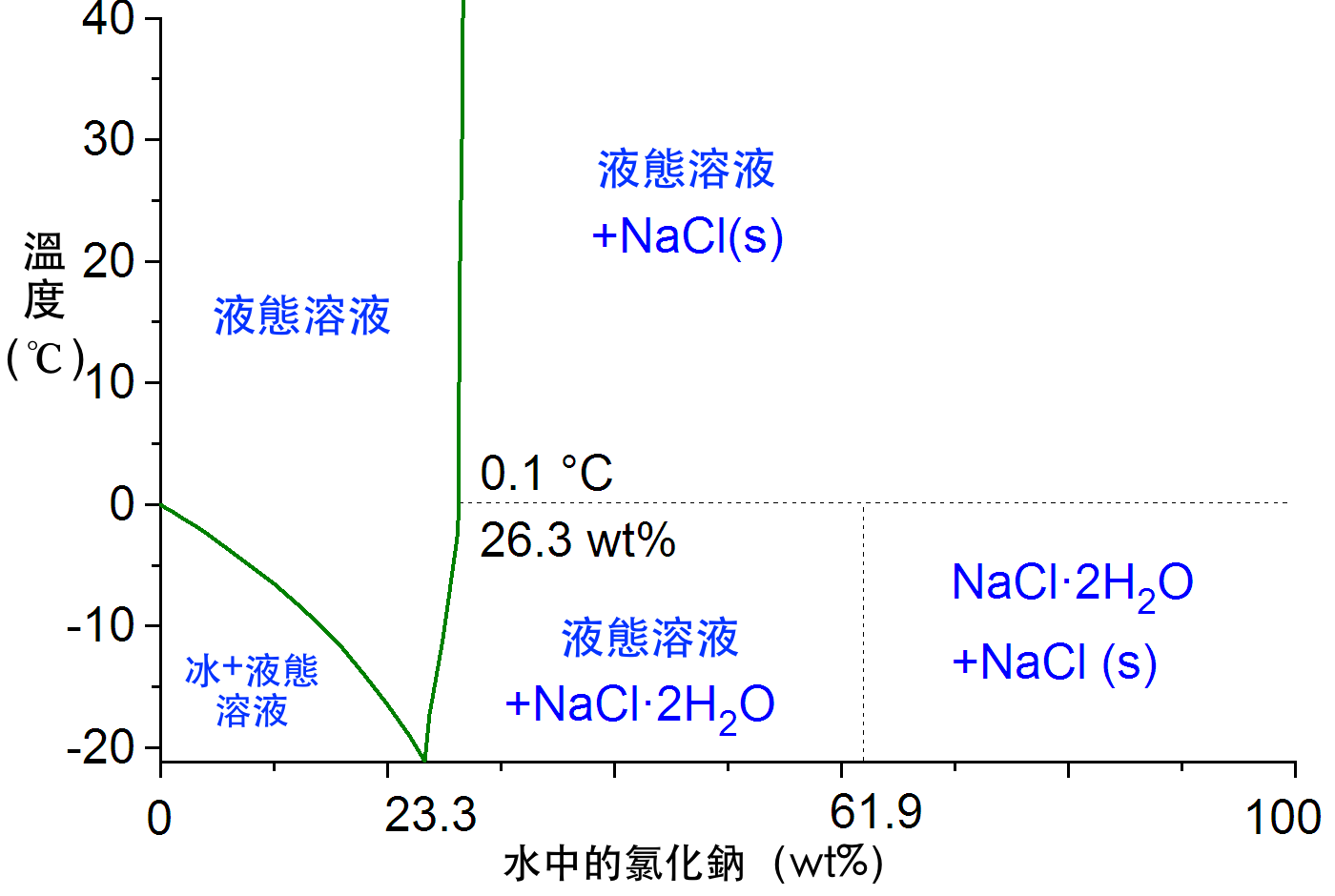
常压下水盐体系的相图

### 物理性质
氯化钠在多数情況下是白色的粉末，其結晶是半透明的立方体，但也可能會因雜質而呈現出蓝或紫的色調。氯化钠的莫耳質量是58.443g/mol，熔點為801 °C（1,474 °F），沸點為1,465 °C（2,669 °F），密度是每立方厘米2.17克。莫氏硬度为2～2.5。
氯化钠易溶于水，常温下在水中的溶解度是359克/升。食盐水的物理性质与纯水有较大的差异。常压下，水盐体系的低共熔点为−21.12 °C（−6.02 °F），低共熔物中盐的质量分数为23.31%。该质量分数的食盐水沸点约为108.7 °C （227.7 °F）。氯化钠溶液的PH值不是正好等于7，而是视浓度，溫度及純度而定，介于5.6至8.4之间。
依據sigma Aldrich 物質資料表: 氯化鈉水中溶解度為(25°C) 357 mg/ml, 100°C為 384 mg/ml。飽和食鹽水之密度為 (25°C) 1.202 g/ml。
依此換算25°C 飽和食鹽水每一立方公分含316.223毫克之氯化鈉。

(網路上之飽和生理食鹽水密度錯誤甚多，推估為教學現場密度考題衍生之錯誤)
| 氯化钠在不同溶液中的溶解度 g / 1 kg ，25℃ | 氯化钠在不同溶液中的溶解度 g / 1 kg ，25℃ |
| ----------------------------------------- | ----------------------------------------- |
| 水                                        | 360                                       |
| 甲酰胺                                    | 94                                        |
| 甘油                                      | 83                                        |
| 1,2-丙二醇                                | 71                                        |
| 甲酸                                      | 52                                        |
| 液氨                                      | 30.2                                      |
| 甲醇                                      | 14                                        |
| 乙醇                                      | 0.65                                      |
| 二甲基甲酰胺                              | 0.4                                       |
| 1-丙醇                                    | 0.124                                     |
| 环丁砜                                    | 0.05                                      |
| 1-丁醇                                    | 0.05                                      |
| 异丙醇                                    | 0.03                                      |
| 1-戊醇                                    | 0.018                                     |
| 乙腈                                      | 0.003                                     |
| 丙酮                                      | 0.00042                                   |

| 温度     | °C    | 800  | 850  | 900  | 1000 | 1100 |
| 电导率 σ | S·m−1 | 3,58 | 3,75 | 3,90 | 4,17 | 4,39 |

### 化学性质

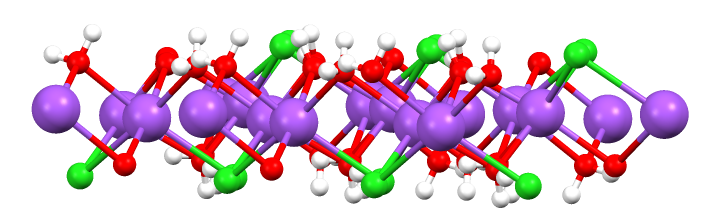
氯化钠溶液中的NaCl •2H_{2}O，红色O，白色H，绿色Cl，紫色Na

氯化钠是一种离子化合物，化学式为{\displaystyle {\ce {NaCl}}}，代表钠離子與氯離子的比例是一比一，之间靠离子键结合。钠原子将其3s态电子转移到氯原子的3d态上，两者都达到稳定的电子结构。带正电的钠离子与带负电的氯离子相互吸引，稳定的结合在一起。
氯化钠溶於水時，完全电离为钠離子與氯離子。他们会使纯水靠氢键键合形成的正常结构（四面体排列）遭到破坏。Na+与水分子的结合力大约是水分子间氢键的4倍。
从冷溶液中析出的盐當中，每個鹽分子带有两个结晶水：NaCl·2H2O。
氯化钠溶液的检验可分两步完成。首先，向溶液中滴入硝酸酸化过的硝酸银溶液，有白色沉淀（氯化银）产生，证明有Cl-。然后用铂丝蘸取少量溶液，置于酒精灯上灼烧，火焰呈黄色，可证含有Na+。
| 制取金属钠             | {\displaystyle \mathrm {2NaCl({\text{熔 融 }})} \;\xrightarrow {\text{電 解 }} \;\mathrm {2Na+Cl_{2}} \uparrow } |
| 電解饱和食盐水         | {\displaystyle \mathrm {2NaCl+2H_{2}O} \;\xrightarrow {\text{電 解 }} \;\mathrm {H_{2}\uparrow +Cl_{2}\uparrow +2NaOH} } |
| 和硝酸银反应           | {\displaystyle \mathrm {NaCl+AgNO_{3}} \;\xrightarrow {\;} \mathrm {NaNO_{3}+AgCl} } |
| 氯化钠固体中加入浓硫酸 | {\displaystyle \mathrm {2NaCl+H_{2}SO_{4}({\text{濃 }})} \;\xrightarrow {\bigtriangleup } \;\mathrm {2HCl+Na_{2}SO_{4}} } {\displaystyle \mathrm {NaCl+H_{2}SO_{4}({\text{濃 }})} \;\xrightarrow {\text{微 熱 }} \;\mathrm {HCl\uparrow +NaHSO_{4}} } |

## 制法
海水和盐湖是氯化鈉的主要来源。
- 蒸发咸水（如晾晒海水），在水没有完全蒸干前滤出氯化钠晶体。适合大量生产。[18]
- 少量精制：将粗盐溶解于水中，过滤掉不溶性杂质，再加精制剂如NaOH、Na2CO3 和CaCl2 等，使SO42−、Ca2+、Mg2+ 等可溶性杂质转化成沉淀，并滤除。最后用盐酸将pH调节至7以下，蒸干溶液，得到氯化钠晶体。
- 实验室里的制备方法：将过量的盐酸和氢氧化钠，碳酸氫鈉，氧化鈉或碳酸鈉等鈉鹽的水溶液混合，或將過氧化氫與次氯酸鈉溶液混合，蒸干溶液，析出氯化钠晶体。

{\displaystyle {\ce {HCl(aq) + NaOH(aq) -> NaCl(aq) + H2O(l)}}}
{\displaystyle {\ce {HCl(aq) + NaHCO3(aq) -> NaCl(aq) + CO2(g) + H2O(l)}}}
{\displaystyle {\ce {2HCl(aq) + Na2O(s) -> 2NaCl(aq) + H2O(l)}}}
{\displaystyle {\ce {4HCl(aq) + 2Na2O2(s) -> 4NaCl(aq) + O2(g) + 2H2O(l)}}}
{\displaystyle {\ce {2HCl(aq) + Na2CO3(aq) -> 2NaCl(aq) + CO2(g) + H2O(l)}}}
{\displaystyle {\ce {H2O2(aq) + NaClO(aq) -> NaCl(aq) + O2(g) + H2O(l)}}}
- 把金屬鈉放進鹽酸，蒸乾溶液，得到氯化鈉晶體。

{\displaystyle {\ce {2HCl(aq) + 2Na(s) -> 2NaCl(aq) + H2(g)}}}
但此為爆炸性反應，一般不會使用。
- 把金屬鈉加熱，並放進氯氣中混合，得到氯化鈉晶體。

{\displaystyle {\ce {2Na(s) + Cl2(g)-> 2NaCl(s)}}}

## 用途
氯化钠的用途很广，使用量也大。根据1974年的统计数据，美国生产的氯化钠中只有2.7%作为家用食盐出售，16.6%用于路面除冰，4.2%用于动物饲料，1.8%用于硬水软化，剩余60%以上均被用于工业生产。

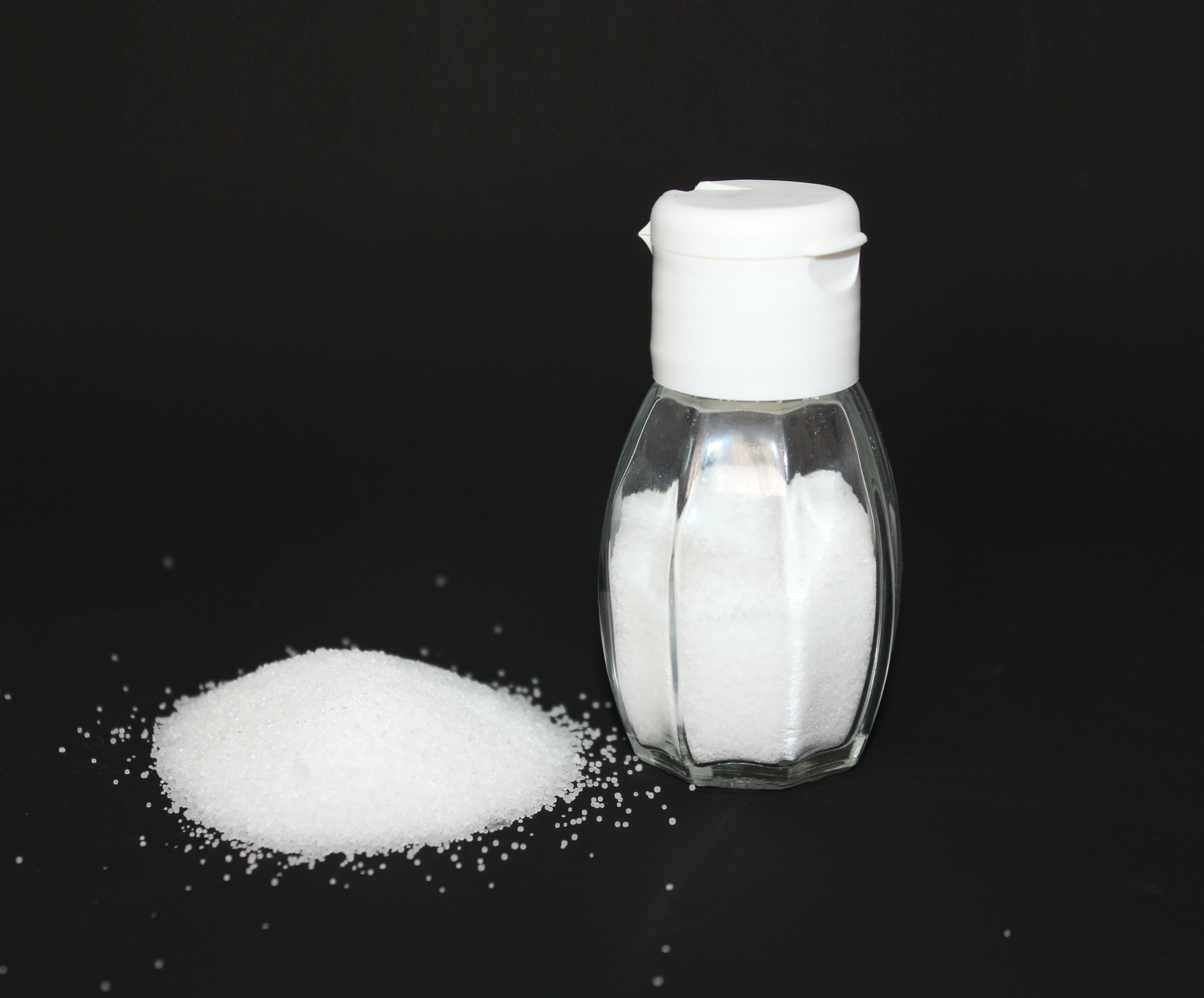
食盐是一种咸味调料。

### 各种化合物的生产
氯化钠是各种化学反应的生产中（不管是直接还是间接使用）不可缺少的原料。

#### 氯碱法
由电解饱和食盐水溶液制取氫氧化鈉、氯气和氢气的工业生产方法，是重要的基础化学工业之一。其反应如下：

#### 氨碱法
也叫索尔维法，是工业生产碳酸钠的主要方法。此反应需要氯化钠和石灰石，其产物是氯化钙和碳酸钠。
{\displaystyle {\ce {2NaCl + CaCO3 -> CaCl2 + Na2CO3}}}

#### 联合制碱法
也叫侯氏制碱法，同样是工业生产碳酸钠的主要方法。此反应需要氯化钠、水、二氧化碳和氨气，其产物是氮肥氯化铵和碳酸氢钠，再经加热使碳酸氢钠分解为碳酸钠。
{\displaystyle {\ce {NaCl + CO2 + NH3 + H2O -> NaHCO3 + NH4Cl}}}

### 硬水软化
硬水（如井水）含有大量的镁离子和钙离子。硬水有许多危害，包括降低洗衣液的效果和阻塞水管，因此需要用离子交换树脂将其置换出来。氯化钠用于更新已失效的離子交換樹脂，使其能重复使用。

### 餐饮
氯化钠能产生人类能感知的鹹味，是一种常见的调味料。食鹽中一般含有97至99%的氯化钠。此外，海盐及新鮮開採的石鹽（多數來自史前海洋）也含有微量的稀有元素，這些稀有元素通常對健康有益。
食鹽中的鈉是人體必需的營養素之一，但攝取過量的食鹽易得高血壓，或其它心血管疾病。世界衛生組織建議，成年人每天應攝取少於2克的鈉，相當於5克食鹽。

### 医学
氯化鈉对于地球上的生命非常重要。大部分生物组织中含有多种盐类。钠离子在体内负责调节神经冲动的传导。血液中的钠离子浓度直接关系到体液的安全水平的调节，浓度失常会导致高钠血症或低血钠症。
0.9%的氯化鈉水溶液称为生理盐水，因为它与血浆有相同的渗透压。生理盐水是主要的体液替代物，广泛用于治疗及预防脱水，也用于静脉注射治疗及预防血量减少性休克。

### 工业
氯化钠是无机重化工业的基础，在无机化工中，使用的食盐比其他任何原料都要多。其中，消耗食盐最多的工艺是氯碱法，该工艺通过电解食盐水制备氢氧化钠、氯气和氢气，通过电解熔盐获得金属钠和氯气。氯气主要被用于合成含氯有机化合物（如氯氟烃、聚氯乙烯）和消毒漂白，氢氧化钠则被广泛运用于无机化工和纸浆处理。另一种消耗食盐量比较大的工艺是氨碱法，该法通过往食盐水中注入氨和二氧化碳来制备碳酸氢钠，进而制备碳酸钠。大部分碳酸钠被用于制造玻璃。
- 氯碱工业中，电解氯化钠水溶液，产生氢气、氯气和氢氧化钠。
- 电解熔融氯化钠制备金属钠。可加入助熔剂（如氯化钙）降低熔点。
- 氨碱法、联合制碱法中，氯化钠和二氧化碳、氨气一起制备纯碱。

### 道路
用于路面除冰是除了工业生产之外盐的主要用途。

## 外部連結
- Salt （页面存档备份，存于） United States Geological Survey Statistics and Information
- . Road Management Journal. December 1997  [2020-02-14]. （原始内容存档于2016-09-21）.
- Calculators: surface tensions （页面存档备份，存于）, and densities, molarities and molalities （页面存档备份，存于） of aqueous NaCl (and other salts)
- JtBaker MSDS